# Еміль Беаруне
Еміль Беаруне (фр. Emile Béaruné, нар. 7 лютого 1990, Нумеа) — французький футболіст, захисник клубу «Єнген Спорт». Виступав, зокрема, за клуби «Гаїча» та «Орізон Пато», а також національну збірну Нової Каледонії.

## Клубна кар'єра
Народився 7 лютого 1990 року в місті Нумеа. Вихованець футбольної школи клубу «Гаїча». Дорослу футбольну кар'єру розпочав 2010 року в основній команді того ж клубу (цього ж року дебютував і в Суперлізі Новій Каледонії), в якій провів п'ять сезонів. 
Своєю грою за цю команду привернув увагу представників тренерського штабу клубу «Орізон Пато», до складу якого приєднався 2016 року. Відіграв за команду наступні два сезони своєї кар'єри.
До складу «Єнген Спорт» приєднався 2019 року. 

## Виступи за збірну
2010 року дебютував в офіційних матчах у складі національної збірної Нової Каледонії.
У складі збірної був учасником кубка націй ОФК 2012 року на Соломонових Островах, де разом з командою здобув «срібло», кубка націй ОФК 2016 року у Папуа Новій Гвінеї.

## Титули і досягнення
- Переможець Тихоокеанських ігор: 2011
- Срібний призер Кубка націй ОФК: 2012